# Magdalarött
Magdalarött (efter Magdala i Etiopien) eller Naftalinrött är ett naftolfärgämne av gruppen safraniner.
Magdalarött är ett mörkbrunt i vatten svårlösligt pulver, och användes på grund av sitt höga pris tidigare främst för färgning av siden, men har numera endast en liten användning.